# Acid Eaters
Acid Eaters (Deutsch: LSD-Esser) ist das dreizehnte Studioalbum der New Yorker Punkband Ramones. Es erschien im Dezember 1993 und enthält nur Coverversionen anderer Musiker.

## Hintergrundinformationen
Die Ramones hatten seit dem Beginn ihrer Karriere Musiktitel anderer Interpreten in ihrem Repertoire, darunter Needles and Pins der Searchers, Surfin’ Bird von The Trashmen und Let’s Dance von Chris Montez. Für Acid Eaters spielten die Ramones unter anderem Coverversionen der Rolling Stones, Who, Byrds, Creedence Clearwater Revival, der Troggs und Jan and Dean ein. Acid Eaters wurde von Scott Hackwith produziert und ist das zweite Album der Ramones ohne das Gründungsmitglied Dee Dee Ramone und somit das zweite mit seinem Ersatzmann C. J. Ramone. Pete Townshend wirkte als Backgroundsänger beim Stück Substitute mit. Aus dem Album wurden die Singles Journey to the Center of the Mind (mit der B-Seite Surfin’ Safari), Substitute (mit der B-Seite Can’t Seem to Make You Mine) sowie 7 and 7 Is (mit der B-Seite Out of Time) ausgekoppelt, die sich jedoch alle nicht in den Charts platzieren konnten. Das Album Acid Eaters konnte Platz 179 der Billboard 200 erreichen, hielt sich jedoch nur eine Woche in den Charts.
Stephen Thomas Erlewine von Allmusic attestierte dem Album, eines der damals besten Ramones-Alben seit langem zu sein, vergab jedoch nur zwei von fünf möglichen Sternen. Der Rolling Stone schrieb, dass das Album ein liebevolle Sammlung von Klassikern der 60er Jahre sei und vergab drei von fünf Sternen.

## Titelliste
1. Journey to the Center of the Mind (Nugent, Farmer)
2. Substitute (Townshend)
3. Out of Time (Jagger, Richards)
4. The Shape of Things to Come (Mann, Weil)
5. Somebody to Love (Darby Slick)
6. When I Was Young (Burdon, Weider, Briggs, McCulloch, Jenkins)
7. 7 and 7 Is (Lee)
8. My Back Pages (Dylan)
9. Can’t Seem to Make You Mine (Saxon)
10. Have You Ever Seen the Rain? (Fogerty)
11. I Can’t Control Myself (Presley)
12. Surf City (Wilson, Berry)

Bonustrack
Als Bonustrack war auf der japanischen und brasilianischen CD-Ausgabe von Acid Eaters ein weiteres Stück enthalten.
- Surfin’ Safari (Wilson, Love)